# Talana Museum

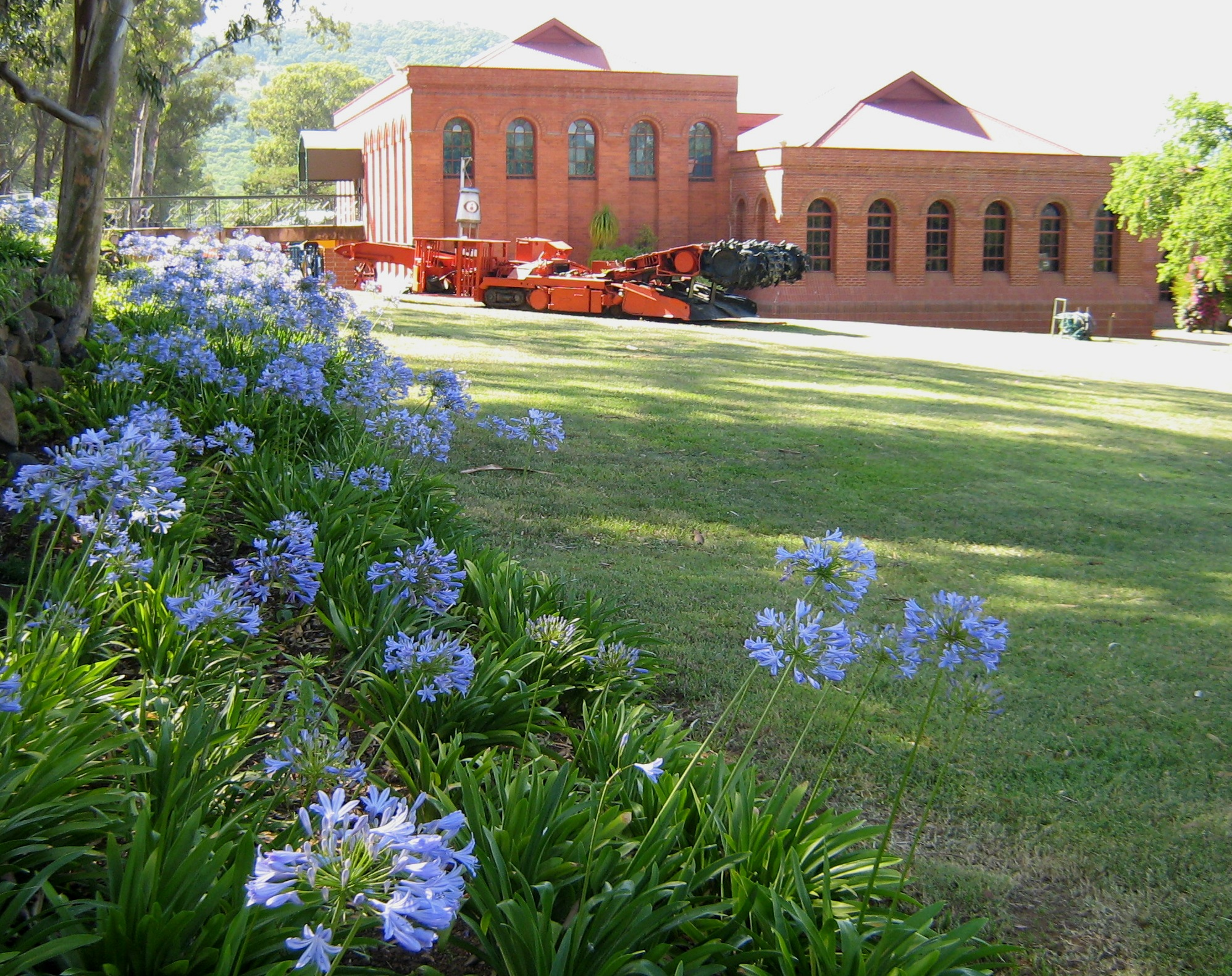
Talana Museum, ehemaliges Kraftwerk der Burnside Mine

Das Talana Museum (deutsch: Talana-Museum) liegt am Rande der südafrikanischen Stadt Dundee in der Provinz KwaZulu-Natal und in einer historischen Bergbaulandschaft. Zur Gründung kam es 1979 als eine Sammlung von Zeugnissen über den Krieg zwischen englischen Kolonialtruppen und Zulukämpfern. Die bereits bestehende kleine Sammlung wurde 1983 in ein am Fuße des Talana-Hügels gelegene Häusergruppe innerhalb eines 20 Acre umfassenden Parkgeländes verlegt. In diesem Park werden inzwischen 23 Gebäude für museale Zwecke genutzt, in denen Themen mit Regionalbezug, wie Bergbau, Hauswirtschaft, Industrie, Krieg,  Landwirtschaft und Zivilgesellschaft dargestellt werden.
Das Zuluwort „Talana“ bedeutet so viel wie „das Regal, in dem wertvolle Gegenstände aufbewahrt werden“.
Mit dem Ausstellungsbereich Kohlebergbau nimmt das Museum Bezug auf den in Südafrika seitens der europäischen Einwanderer organisierten Kohleabbau (Steinkohle), der mit der Dundee Coal Company seinen Anfang nahm. Dieser Kohleabbau begann an den Hängen des Talana-Berges. Im Jahre 1889 ging das Unternehmen an die Londoner Börse.
Das Museum zeigt in vier Bereichen eine umfangreiche Dokumentation und Sammlung historischer Zeugnisse über den hiesigen Kohlebergbau. Dundee erwuchs seit dem letzten Viertel des 19. Jahrhunderts zu einem wohlhabenden Zentrum des Kohlebergbaus in Südafrika heran, was in anderen Ausstellungsbereichen über die historischen Lebenswelten seiner Einwohner zum Ausdruck kommt. Die von der Chamber of Mines zur Verfügung gestellten Exponate informieren über Themen, wie die frühe Abbaugeschichte, das Markscheidewesen, die Arbeitswelt in den Bergwerken, die Eindämmung des Kohlenstaubs beim Abbau, die Geologie der Region und den Rettungsdienst bei Grubenunglücken. Reproduktionen historischer Bilder der Kohlebergwerke von Hloban und Durnacol, eine von ISCOR Mining finanzierte Kollektion, zeigen die früheren Verhältnisse in beiden Minen und ergänzende Texte schildern deren Geschichte.
Im Ausstellungsbereich 1913 Passive Resistance Movement (deutsch etwa: „1913, Bewegung des gewaltfreien Widerstands“) wird an eine Verhandlung am 11. November 1913 gegen Mohandas Gandhi vor dem örtlichen Gericht erinnert. In Bezug auf dieses Ereignis informiert die Ausstellung über die indischen Kontraktarbeiter und ihre Lebensverhältnisse in den Kohlebergwerken und Farmen von Natal. Es wurde hier auch ein Denkmal für Gandhi mit einer Bronzebüste, ein Geschenk des Indian Council for Cultural Relations (New Delhi), errichtet.
Durch ein besonderes Projekt des Künstlers Vaughn Sadie und des Theatermachers Neil Coppen mit dem methodischen Ansatz der Oral History widmet sich ein Bereich der Geschichte des Township Sibongile, einem Stadtteil von Dundee.
Für die südafrikanische Geschichte bedeutsame Schlachtfelder der Ereignisorte Blood River, Rorkes Drift, Fugitives Drift, Isandlwana, Elandslaagte, Spioenkop, Colenso sowie die Belagerung von Ladysmith werden in einem gesonderten Ausstellungsbereich dargestellt.

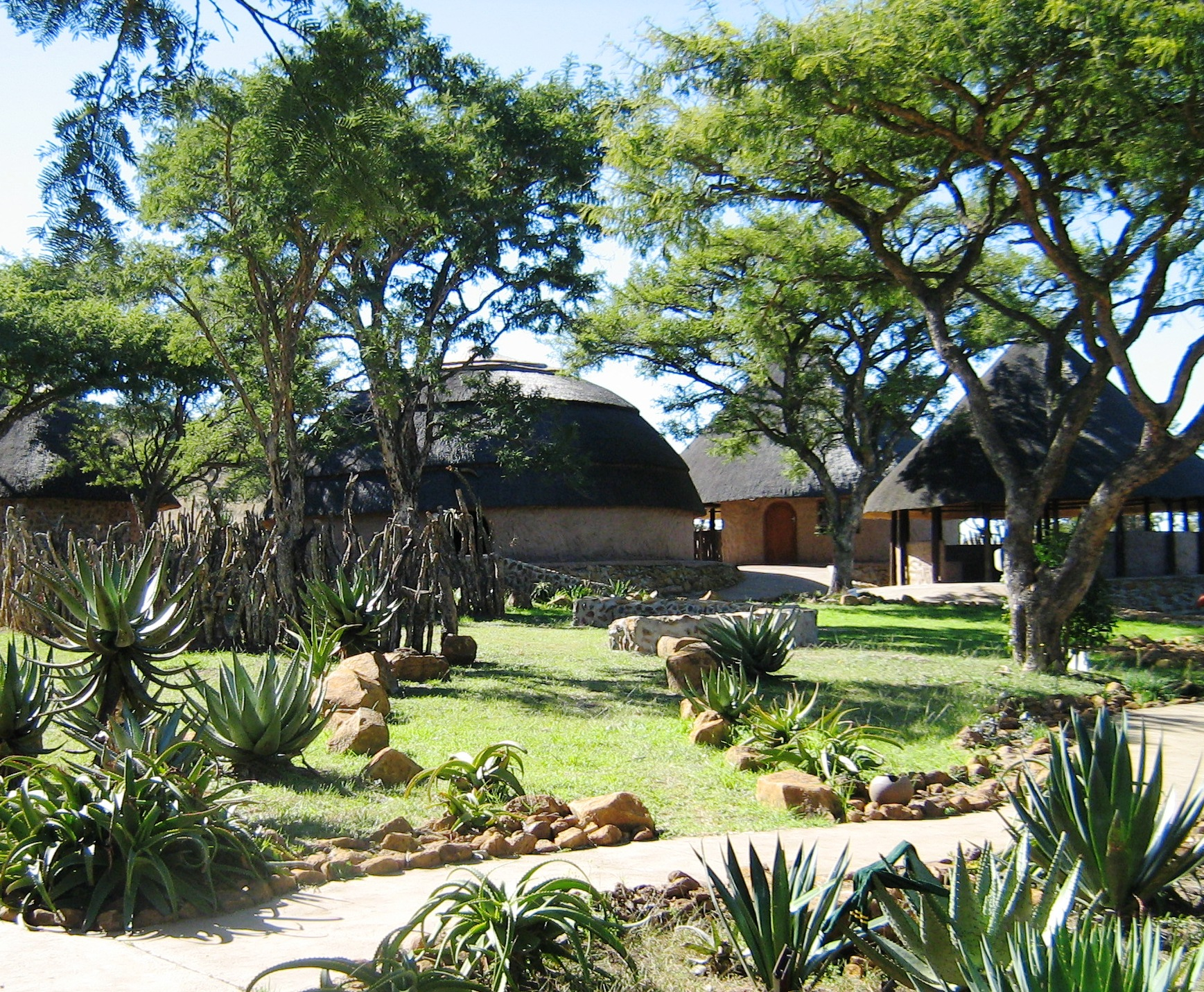
Ansicht des Kwa Kunje Cultural Village

Im Kwa Kunje Cultural Village (deutsch etwa: „Kulturdorf: so war es“), ein Teil des Open-Air-Museumsgeländes, kann die Alltagsgestaltung in traditioneller ländlicher Bebauung nacherlebt werden. Die Gebäude werden an Schulgruppen und Rucksacktouristen vermietet.
Der ausgedehnte Museumspark widmet sich zahlreichen anderen interessanten Themen. Dazu gehören die Victorian Music Hall, ein indisches Handelsgeschäft, eine Halle für Kleidung und Mode, afrikanische Keramikgefäße aus der Zeit von vor über 100 Jahren, einzelne Handwerke und die Landwirtschaft sowie die Eisenbahngeschichte der Region, die auch eine Dampflokomotive und einen Personenwagen in einem verkleinerten Nachbau der früheren Talana station umfasst.